# Giovanna da Montefeltro, moglie di Bonconte
Giovanna da Montefeltro (XIII secolo) è stata una nobildonna italiana, moglie di Bonconte da Montefeltro.
È citata da Dante Alighieri nella sua Divina Commedia per non ricordare il suo defunto marito nelle sue preghiere.

## Vita
Il lignaggio familiare di Giovanna è sconosciuto. Giovanna sposò Bonconte da Montefeltro,  figlio di Guido da Montefeltro. Lei e Bonconte ebbero una figlia chiamata Manentissa, che sposò Guido Salvatico dei conti Guidi, conte di Dovadola.
Giovanna rimase vedova dopo la morte di Bonconte nella battaglia di Campaldino nel 1289. Della sua vita si conosce poco, se non le notizie fornite da Dante nella Divina Commedia.

## Nella Divina Commedia

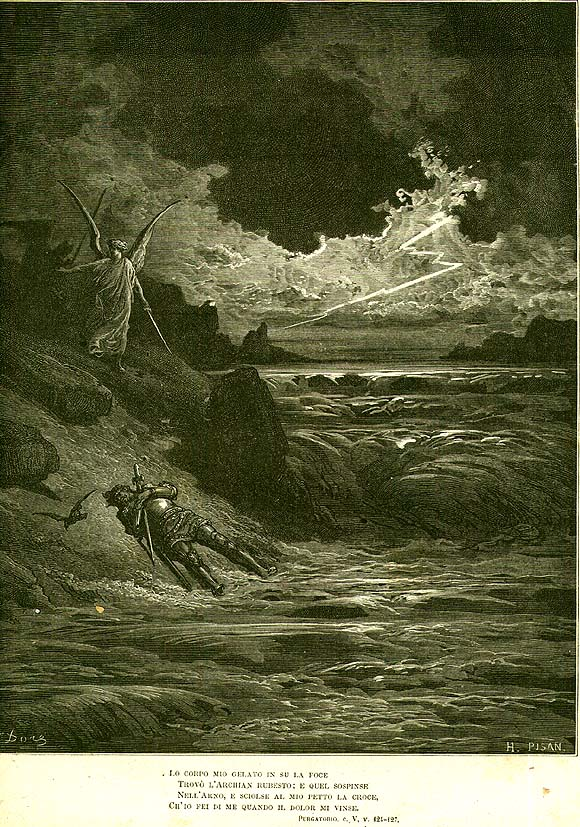
La morte di Bonconte da Montefeltro, illustrazione di Gustave Doré

Giovanna è citata nel Canto V del Purgatorio, il secondo cantico della Divina Commedia di Dante. Quando Dante viene avvicinato da Bonconte da Montefeltro, Bonconte si lamenta di come crede che sua moglie, Giovanna e altri parenti non abbiano pregato per lui nell'aldilà. Che i suoi familiari non si preoccupano di lui a differenza di Jacopo del Cassero, altro personaggio incontrato da Dante nello stesso canto, che implora Dante aiuto. Per Bonconte, che si pentì dei suoi peccati pregando per la Vergine Maria in articulo mortis, le preghiere di parenti affettuosi sono necessarie per permettergli di trascorrere un tempo più breve purgandosi dai suoi vizi nella Montagna del Purgatorio. Secondo Dante, avendolo dimenticato, Giovanna non svolge quindi il suo dovere di moglie e vedova. La dura condanna di Giovanna da parte di Bonconte è il primo esempio della riflessione dantesca sulla politica della vedovanza e sulle responsabilità sociali delle vedove nella società medievale. Analogamente a Bonconte, altri personaggi, come Nino Visconti, lamentano il fatto che le loro mogli si siano dimenticati di loro dopo la loro morte e non li ricordino più e preghino per le loro anime. Altri personaggi, invece, elogiano le loro mogli, come Forese Donati, la cui moglie Nella ha pregato costantemente per lui e quindi gli ha permesso di completare il suo tempo in Purgatorio in un tempo più breve. 